# Маркарія
Маркарія (італ. Marcaria) — муніципалітет в Італії, у регіоні Ломбардія,  провінція Мантуя.
Маркарія розташована на відстані близько 400 км на північний захід від Рима, 115 км на схід від Мілана, 22 км на захід від Мантуї.
Населення — 6678 осіб (2014).

## Демографія
Населення за роками:

Станом на 1 січня 2023 року в муніципалітеті офіційно проживало 750 іноземців з 35 країн, серед них 128 громадян країн Євросоюзу та 19 громадян України.

## Сусідні муніципалітети
- Аккуанегра-суль-К'єзе
- Борго-Вірджиліо
- Боццоло
- Кастеллуккьо
- Куртатоне
- Гацольдо-дельї-Іпполіті
- Гаццуоло
- Редондеско
- Сан-Мартіно-далл'Арджине
- В'ядана